# Mercedes de la Aldea Pérez
Mercedes de la Aldea Pérez (Barcelona, 1931 - Sabadell, 28 d'octubre de 1954) fou una actriu barcelonina, morta de manera tràgica i prematura el 1954.
El 1948 va ingressar a l'Institut del Teatre de Barcelona i el 1949 va fundar el grup de teatre Yorick amb Jordi Grau i Solà i Àngel Carmona Ristol. Va debutar amb El hombre que murió en la guerra, dels germans Machado, i després Mi corazón está en las montañas, de William Saroyan, ambdues sota la direcció d'Ángel Carmona. El 1951 ella i Jordi Grau funden el Teatro de la Juventud i estrenen Las palabras en la arena, d'Antonio Buero Vallejo. Alhora treballa com a actriu i ajudant de direcció a La anunciación a María, de Paul Claudel. El maig de 1952 va reobrir el Teatre Grec per presentar Edipo Rey, amb Lluís Tarrau.
El 1953 treballa com a actriu a Tres sombreros de copa, de Mihura, amb el Teatre de Càmera; Asesinato en la catedral, de T.S. Eliot, amb el Teatro Estudio, de Juan Germán Schroeder. El 1954 participa en la producció de Diálogos de carmelitas, de Bernanos, amb la companyia Lope de Vega, de Tamayo.
Alhora, des de 1953 va debutar en el cinema, amb La hija del mar, l'obra de Guimerà, dirigida per Antoni Momplet. La tardor del 54 combina el rodatge de Lo que nunca muere amb els assajos de Santa Juana, de Bernard Shaw, que volia presentar a la plaça del Rei. El 28 d'octubre de 1954, mentre participava del rodatge de Lo que nunca muere, de Juli Salvador i Valls al camp d'aviació de l'Aeroclub Barcelona-Sabadell, va patir un accident amb una hèlix d'avió que li va destrossar el cap. Irònicament, va morir als braços del protagonista, Conrado San Martín, de la mateixa manera que havia de morir a la pel·lícula.

## Filmografia
- La hija del mar d'Antoni Monplet i Guerra (1953)
- La canción del penal de Joan Lladó Bausili (1954)
- Lo que nunca muere de Juli Salvador i Valls (1955)

## Principals premis i reconeixements
Medalles del Cercle d'Escriptors Cinematogràfics
| Any  | Categoria        |
| ---- | ---------------- |
| 1954 | Homenatge pòstum |